# Ercé
Ercé är en kommun i departementet Ariège i regionen Occitanien i södra Frankrike. Kommunen ligger  i kantonen Oust som ligger i arrondissementet Saint-Girons. År 2022 hade Ercé 580 invånare.

## Befolkningsutveckling
Antalet invånare i kommunen Ercé
Referens: INSEE